# Liriope (plant)
Liriope is een geslacht uit de aspergefamilie. De soorten komen voor in Oost-Azië en Zuidoost-Azië.

## Soorten
- Liriope graminifolia
- Liriope kansuensis
- Liriope longipedicellata
- Liriope minor
- Liriope muscari
- Liriope spicata